# راجو
راجو (بالكردية: Reco/Raju‏) بلدة سورية ومركز ناحية تقع على قمة جبل ومرتفع كلسي ارتفاعه 585 م، تنحدر البلدة بلطف نحو الغرب باتجاه سهل (باليا). تبعد عن مدينة عفرين 25 كم باتجاه الشمال الغربي. عدد السكان المسجلين في نهاية عام 2001 م 3.701 نسمة للبلدة. وبلغ مجموع عدد سكان الناحية 21,955 نسمة حسب تعداد عام 2004.
وهي إحدى النواحي القديمة في منطقة عفرين؛ تبلغ مساحتها 352.35 كم2، ويتبعها حاليًا 45 قرية و20 مزرعة.
حدودها : من الغرب والشمال الحدود التركية، من الشرق ناحية بلبل، ومن الجنوب ناحيتا شيخ الحديد ومعبطلي.

## الأنشطة في القرية
- يعمل سكان راجو بالزراعة، وزراعتهم الرئيسية الزيتون، وتشتهر بزراعة العنب والفستق الحلبي بالإضافة إلى اللوز كما يزرعون الحبوب بأنواعها
- تنتشر في البلدة المحلات التجارية بمختلف أنواعها ومحلات وورش ميكانيكية لصيانة الآليات والحدادة والنجارة، وسوقها الأسبوعية يوم السبت وتعود إلى بداية الثلاثينات من القرن العشرين الميلادي.
- فيها محطة للقطار يمر بها الخط الحديدي راجو  [بحاجة لمصدر] - ميدان أكبس.